# 록 허드슨
록 허드슨(영어: Rock Hudson, 본명은 로이 해럴드 셰러 주니어(영어: Roy Harold Scherer, Jr.),
1925년 11월 17일 ~ 1985년 10월 2일)은 미국의 배우이다. 제임스 딘과 함께 할리우드 당대 최고 스타였다. 1985년 10월 2일 베벌리힐즈에서 에이즈로 사망했다.

## 출연 작품
- 자이언트